# 明興路
明興路，為臺灣臺南市南區南北向主要道路之一，全線隸屬於台17甲線。北起金華路、南和路與中華南路口，北至灣裡路及南萣橋口，全長約5.0公里，明興路與金華路共編台南市道路編號17。本路段為高雄市茄萣區與台南市南區之間往返的重要道路之一。

## 事件
- 因長期路面不平，而飽受民眾批評，市府工務局於2019年中啟動路平專案，並於該年年底完工。[1]

## 行經行政區域
- 南區

## 沿途設施
- 南區區公所
- 興農公園
- 馬鎮宮
- 同安宮

## 交通改革
2024年8月24日起，明興路（中華南路至南萣橋）開放機車行駛內側車道及不強制兩段式左轉，但保留機車待轉區，提供機車騎士更寬廣的行車空間。

## 本路段客運
- 市區公車[2]

| 編號 | 路線                       | 本路段公車站                               |
| ---- | -------------------------- | ------------------------------------------ |
| 1    | 台南車站－茄萣／崎漏電信局 | 南區區公所－明興路 省躬公園 寮仔－南萣橋北 |
| 32   | 原住民文化會館－高鐵台南站 | 南區區公所－馬鎮宮                         |